# Jack Foley
John E. "Jack" Foley (Worcester, Massachusetts, 19 de abril de 1939-Ibidem., 29 de noviembre de 2020) fue un jugador de baloncesto estadounidense que jugó durante una temporada en la NBA. Con 1,90 metros de estatura, lo hacía en la posición de base.

## Trayectoria deportiva

### Universidad
Jugó durante cuatro temporadas con los Crusaders del College of the Holy Cross, en las que promedió 28,4 puntos y 9,4 rebotes por partido. Posee hoy en día las dos máximas anotaciones en un partido en la historia de los Crusaders, con 56 puntos ante Connecticut en 1962 y 55 ante Colgate en 1960. En 1962 fue incluido en el tercer equipo All-American.

### Profesional
Fue elegido en la decimoctava posición del Draft de la NBA de 1962 por Boston Celtics, donde llegó a un equipo plagado de grandes jugadores, que acabó ganando las Finales esa temporada. Sólo en su puesto tenía la competencia de gente como Bob Cousy, K.C. Jones o Sam Jones, por lo que sólo fue alineado en 5 partidos, en los que promedió 6,4 puntos y 1,4 rebotes, hasta que en el mes de enero de 1963 fue traspasado a New York Knicks.
En los Knicks se encontró con un problema similar: su puesto estaba perfectamente cubierto por Richie Guerin, Gene Shue o Al Butler, jugando sólo 6 partidos en los que promedió 3,5 puntos y 1,5 rebotes.

## Estadísticas de su carrera en la NBA

### Temporada regular
| Temporada | Edad | Equipo          | Liga | P  | TIT | MIN | TC  | TCA | %TC  | 3P | 3PA | %3P | TL  | TLA | %TL   | R.OF. | R.DEF. | REB | ASIS | ROB | TAP | PER | FP  | PTS |
| 1962-63   | 23   | TOTAL           | NBA  | 11 |     | 7.5 | 1.8 | 4.6 | .392 |    |     |     | 1.2 | 1.4 | .867  |       |        | 1.5 | 0.5  |     |     |     | 0.7 | 4.8 |
| 1962-63   | 23   | Boston Celtics  | NBA  | 5  |     | 9.2 | 2.6 | 5.2 | .500 |    |     |     | 1.2 | 1.6 | .750  |       |        | 1.4 | 0.0  |     |     |     | 0.6 | 6.4 |
| 1962-63   | 23   | New York Knicks | NBA  | 6  |     | 6.2 | 1.2 | 4.2 | .280 |    |     |     | 1.2 | 1.2 | 1.000 |       |        | 1.5 | 0.8  |     |     |     | 0.8 | 3.5 |
| Total     |      |                 | NBA  | 11 |     | 7.5 | 1.8 | 4.6 | .392 |    |     |     | 1.2 | 1.4 | .867  |       |        | 1.5 | 0.5  |     |     |     | 0.7 | 4.8 |

## Muerte
Falleció el 29 de noviembre de 2020 a los 81 años en su residencia de su ciudad natal a causa de la enfermedad de Parkinson.